# Verviers
Verviers (en való Vèrvî) és un municipi belga de la província de Lieja, situat al marge del Vesdre.
És la tercera ciutat més gran de la província i un important centre regional, a mig camí entre la ciutat de Lieja i la fontera alemanya.
Verviers era una de les Bones Viles del Principat de Lieja. La ciutat fou annexada per França l'any 1795 i integrada al Regne Unit dels Països Baixos el 1815 i després a Bèlgica l'any 1830.
Per a la qualitat de l'aigua del Vesdre, molt idoni per a rentar la llana, al segle xix, Verviers es va desenvolupar com un centre major de la indústria tèxtil.

## Nuclis
- Verviers
- Ensival
- Heusy
- Lambermont
- Petit-Rechain
- Stembert.

## Fills predilectes
- Henri Daoust (Enric Daoust), filòleg i pintor
- Jean Haust, lingüista i gramàtic
- Jean-Marie Klinkenberg, filòleg, lingüista i semiòleg
- Guillaume Lekeu, compositor
- Henri Pirenne, historiador
- Pierre Rapsat, cantautor
- Eric van de Poele, ciclista
- Henri Vieuxtemps, compositor
- Laurent Halleux, (1897-1964) violinista i musicòleg.